# Aziz Abdukhakimov

Aziz Abdukhakimov, 2021

Aziz Abduqahhorovich Abdukhakimov (* 17. Juni 1974 in Taschkent) ist ein usbekischer Politiker. Er ist Stellvertretender Premierminister der Republik Usbekistan.

## Biographie
Aziz Abdukhakimov absolvierte ein Studium an der staatlichen Wirtschaftsuniversität in Taschkent. Er ist Ökonom und absolvierte ein Masterstudium an der japanischen Universität Hitotsubashi.
1993–2004 war Abdukhakimov bei verschiedenen Banken in leitenden oder beratenden Funktionen tätig. Anschließend war er bis 2008 stellvertretender Leiter der Konsolidierten Informations- und analytischen Abteilung für Wirtschaft und externe Wirtschaftsbeziehungen der Republik Usbekistan.
2008–2010 war er erster stellvertretender Vorsitzender des Staatlichen Komitees für die Verwaltung des staatlichen Eigentums, 2010–2012 hatte er den Vorsitz inne. Danach übernahm er bis 2014 den Vorsitz des Staatlichen Komitees für Privatisierung, Demonopolisierung und Wettbewerbsentwicklung.
2014–2017 war Abdukhakimov Minister für Arbeit und sozialen Schutz der Bevölkerung. 2017–2018 war er Vorsitzender des Staatlichen Komitees für die Entwicklung des Tourismus der Republik Usbekistan.
Seit 28. Mai 2018 ist Abdukhakimov stellvertretender Premierminister von Usbekistan und Leiter des Komplexes für Bildung, Gesundheit, Körperkultur, Sport und Tourismus.